# Biberspitzmäuse
Die Biberspitzmäuse oder Asiatischen Wasserspitzmäuse (Chimarrogale) bilden eine in Ost- und Südostasien lebende Spitzmausgattung mit sechs Arten.

## Merkmale
Biberspitzmäuse ähneln im Körperbau den europäischen Wasserspitzmäusen, werden aber deutlich größer. Wie diese zeigen sie einige Anpassungen an eine aquatische Lebensweise: die Füße sind mit einem Borstensaum ausgestattet, der wie eine Schwimmhaut das schnelle Vorankommen im Wasser ermöglicht. Die Augen sind klein, ebenso die Ohren, die verschlossen werden können. Das Fell ist dicht und wasserabweisend, es ist an der Oberseite gräulich bis schwarz gefärbt, oft mit hellen Sprenkelungen, die Unterseite ist heller. Diese Tiere erreichen eine Kopfrumpflänge von 8 bis 14 Zentimetern, eine Schwanzlänge von 6 bis 12 Zentimetern und ein Gewicht von 27 bis 43 Gramm.

## Verbreitung und Lebensweise
Das Verbreitungsgebiet der Biberspitzmäuse reicht von der Kaschmir-Region und Japan über China und die Malaiische Halbinsel bis nach Sumatra und Borneo. Ihr Lebensraum sind Flüsse in Gebirgsregionen bis in 3300 Metern Seehöhe.
Sie können gut schwimmen und tauchen und ernähren sich von Insekten und deren Larven, Krebstieren und Fischen.
Aufgrund der Gewässerverschmutzung und der Zerstörung ihres Lebensraumes sind mehrere Arten bedroht. Zwei Arten werden von der IUCN als vom Aussterben bedroht (critically endangered) gelistet.

## Die Arten
- Die Malayische Wasserspitzmaus (Chimarrogale hantu) lebt im Süden der Malaiischen Halbinsel und gilt als vom Aussterben bedroht.
- Die Himalaya-Wasserspitzmaus (Chimarrogale himalayica) ist von Kaschmir über das südliche China und Taiwan bis Thailand verbreitet.
- Die Borneo-Wasserspitzmaus (Chimarrogale phaeura) ist auf Borneo endemisch und gilt als bedroht.
- Die Japanische Wasserspitzmaus (Chimarrogale platycephala) lebt auf Japan.
- Die Chinesische Wasserspitzmaus (Chimarrogale styani) ist im südlichen China und dem nördlichen Myanmar beheimatet.
- Die Sumatra-Wasserspitzmaus (Chimarrogale sumatrana) ist auf Sumatra endemisch. Die Art bewohnt nur ein kleines Gebiet im Westen der Insel und wird als vom Aussterben bedroht gelistet.